# Fagner (futebolista)
Fagner Conserva Lemos (São Paulo, 11 de junho de 1989) é um futebolista brasileiro que atua como lateral-direito. Atualmente joga no Cruzeiro, emprestado pelo Corinthians.

## Carreira

### Corinthians
Natural de São Paulo e no Corinthians desde os 9 anos, Fagner fez sua estreia profissional aos 17 anos e, na ocasião, ajudou o clube a golear o Fortaleza por 4 a 0, na casa do adversário, no dia 1 de novembro de 2006, pela 32° rodada. O lateral ainda atuou em todas as seis partidas restantes do Campeonato Brasileiro.

### PSV e Vitória
No dia 6 de fevereiro de 2007, após a disputa do Sul-Americano Sub-20 pela Seleção Brasileira, Fagner acertou a sua transferência para o PSV Eindhoven, mas antes disso, foi emprestado pelo clube holandês ao Vitória, por seis meses, até completar 18 anos.
Ao completar 18 anos, em 11 de junho de 2007, transferiu-se para o PSV, no qual ganhou o título da Eredivisie de 2007–08, porém, depois de um ano e seis meses, sem ter um rendimento esperado, rescindiu o seu contrato para assinar com o Vasco da Gama.

### Vasco da Gama
Em 26 de dezembro de 2008, acertou com o Vasco da Gama para o ano de 2009. Ficou o ano todo como reserva de Paulo Sérgio, mas ao fim do ano foi campeão da Série B.
Em 2010, depois da saída de Paulo Sérgio para a Portuguesa, Fagner conseguiu se firmar como titular da equipe tornando-se um dos destaques mesmo com o irregular Campeonato Brasileiro da equipe carioca.
No ano de 2011 teve o melhor momento da carreira, formando uma dupla com Éder Luís pela direita que ajudou muito a equipe cruzmaltina. O Vasco foi campeão da Copa do Brasil, e terminou o Campeonato Brasileiro na segunda colocação. Ao final do ano, conquistou o Prêmio Craque do Brasileirão como o melhor lateral-direito da competição.
Em 2012, a boa fase continuou e Fagner ajudou o Vasco a chegar em duas finais de turno do Campeonato Carioca, mas o clube perdeu as duas. Também foi fundamental na Copa Libertadores da América, onde o clube chegou as quartas-de-final, sendo eliminado pelo Corinthians por 1-0.

### Wolfsburg
Em 24 de julho de 2012, Fagner foi vendido ao Wolfsburg, da Alemanha, assinando contrato até 2016. Estreou no dia 26 de julho de 2012, em um amistoso contra o Bayern de Munique, jogo no qual cometeu um pênalti e viu seu time perder por 2 a 1. Porém sua estreia não foi reflexo do seu início no clube. Aperfeiçoando-se ainda mais em desarmes, Fagner começou muito bem, porém, com a decaída de nível da equipe, que já não era das melhores, Fagner caiu de rendimento e chegou a ser reserva em diversos jogos. Sem espaço e com a intenção de brilhar novamente, o lateral resolveu deixar o clube alemão para retornar ao Brasil novamente.

### Retorno ao Vasco da Gama
No dia 18 de julho de 2013, o Vasco da Gama anunciou Fagner por empréstimo até o fim da temporada, com opção de estender o vínculo ou comprá-lo, pegando todos de surpresa visto que a notícia só vazou na imprensa quando o acordo foi fechado. Com diversas propostas de outros times brasileiros, Fagner opta por atuar no clube pelo qual se consagrou e que prega enorme carinho e respeito. Tendo sido eleito o melhor lateral-direito do país pelo clube, sua estreia foi aguardada ansiosamente pelos torcedores. O jogador recebeu a camisa de número 23; camisa usada em toda sua primeira passagem pelo Vasco. Com as irregulares partidas de Nei, Fagner logo virou titular da equipe, mas, após queda de rendimento, o técnico Dorival Júnior o colocou no banco de reservas. Com a saída de Dorival, e a chegada de Adílson Batista, Fagner voltou a ter chances entre os titulares. Após amargar outro rebaixamento com o clube, não renovou seu contrato de empréstimo e assim, terminou sua segunda passagem pelo clube Cruzmaltino no fim de 2013, retornando então ao Wolfsburg.

### Retorno ao Corinthians

#### 2014
O Corinthians propôs um acordo de empréstimo, aceito pelo Wolfsburg, e assim o lateral retornou ao clube de origem. O empréstimo foi sem custos e por uma temporada, e se o jogador agradasse, poderia ser comprado ao final da mesma.
Depois de ter se destacado na reta final do Brasileirão 2006, o que o levaria, também, a ser convocado para o Sul-Americano Sub-20 de 2007, Fagner deixou o Corinthians e acertou sua ida, à época, para o PSV Eindhoven, da Holanda. O lateral demonstrou certo arrependimento por ter deixado o alvinegro e, portanto, se mostrou feliz pelo retorno. Segundo o próprio:
| “ | A gente sabe que o futebol é muito dinâmico. É fácil falar que gostaria de ter estado aqui só nos momentos bons. Eu me arrependi muito, principalmente em 2008, quando voltei do PSV e fiquei três meses parado. Mas, como falei, as coisas são dinâmicas e Deus colocou as pessoas certas na minha vida. | ” |

Marcou seu primeiro gol com a camisa do Corinthians no dia 11 de maio de 2014, em um empate por 1 a 1 contra o rival São Paulo, na Arena Barueri, pelo Campeonato Brasileiro, encerrando um jejum de dois anos sem marcar gols.

#### 2015
No início de 2015, o Corinthians adquiriu 50% dos direitos econômicos do jogador e o contratou em definitivo até o final de 2019. No dia 16 de agosto, chegou a marca de 100 jogos com a camisa da equipe paulista. Mais tarde, naquele ano, fez parte do elenco campeão do Campeonato Brasileiro.

#### 2016
No dia 31 de julho, chegou a marca de 150 jogos com a camisa do clube alvinegro.

#### 2017
Em dia 18 de janeiro, em seu primeiro jogo no ano, levou o clube a final do torneio da Florida Cup, após a goleada de 4 a 1 sobre o Vasco da Gama na semifinal. No dia 21 de janeiro, jogou a final contra o rival São Paulo. O Corinthians perdeu por 4 a 3 nas penalidades máximas, após o empate de 0-0 no tempo real, perdendo o título do torneio e ficando em segundo lugar.
No dia 1 de fevereiro, o Corinthians realizou um amistoso preparatório contra a Ferroviária, para o Campeonato Paulista; Fagner jogou o primeiro tempo e foi substituído no segundo tempo pelo lateral Léo Príncipe, para realizações de testes do técnico Fábio Carille. O Corinthians venceu o jogo com gol de Marquinhos Gabriel, aos 49 minutos do segundo tempo. Em 7 de maio, sagrou-se campeão do Campeonato Paulista. Em 28 de junho, chegou a marca de 200 jogos com a camisa do Corinthians. Em 22 de novembro, renovou seu contrato até o final de 2021. Em 16 de novembro, sagrou-se campeão do Campeonato Brasileiro.

#### 2018
Nesse ano foi bicampeão paulista com a conquista do Campeonato Paulista. No dia 29 de abril, chegou a marca de 250 jogos com a camisa do Corinthians.

#### 2019
Em 21 de janeiro, renovou seu contrato até o final de 2022. Em 21 de abril, foi tricampeão paulista com a conquista do Campeonato Paulista. No dia 15 de maio, chegou a marca de 300 jogos pelo Corinthians. Ainda naquele ano, no dia 19 de outubro, foi o responsável por marcar o gol de número 11 mil da história do clube paulista, durante uma derrota por 2 a 1 contra o Cruzeiro, na Neo Química Arena, pelo Campeonato Brasileiro.

#### 2020
Em 22 de julho, alcançou a marca de 350 jogos pelo Corinthians, em uma vitória por 1 a 0, contra o arquirrival Palmeiras. Em 21 de dezembro, Fagner chegou a marca de 600 jogos na carreira, em uma vitória por 2 a 1 contra o Goiás, na Neo Química Arena, pelo Campeonato Brasileiro.

#### 2021
No dia 11 de maio, durante uma vitória por 4 a 1 contra a Inter de Limeira, pelo Campeonato Paulista, Fagner alcançou a marca de 400 jogos com a camisa do Corinthians.

#### 2022
Em 7 de janeiro de 2022, renovou seu contrato por mais dois anos, até o final de 2024. Já no dia 20 de abril, chegou a marca de 450 jogos com a camisa do Corinthians, durante o empate por 1 a 1 contra a Portuguesa-RJ, pela Copa do Brasil. Em 26 de outubro, chegou a marca de 475 jogos, ultrapassando Rivellino (474) e entrando no top-10 de jogadores que mais atuaram pelo Corinthians.

#### 2023
No dia 20 de janeiro, passou a ocupar o oitavo lugar em assistências na história do Corinthians, após dar o passe para o gol de Yuri Alberto, na vitória por 3–0 sobre o Água Santa, pelo Campeonato Paulista. Em 14 de maio, chegou a marca de 500 jogos com a camisa do Corinthians.

#### 2024
Em 21 de janeiro, celebrou 10 anos do seu retorno ao clube. Em 2 de abril, chegou a marca de 550 jogos com a camisa do Corinthians. Em 14 de abril, chegou a marca de 552 jogos pelo timão, ultrapassando Cláudio e Vaguinho (551), e se tornando o sétimo jogador que mais vezes vestiu a camisa do Corinthians na história. Em 22 de maio, na vitória contra o América-RN pela Copa do Brasil 2024, o atleta utilizou a camisa de número 12 para homenagear o goleiro Cássio. Em 8 de julho, renovou seu contrato até o fim de 2026.
Após 50 dias afastado por causa de uma lesão no músculo posterior da coxa direita, o lateral voltou a atuar pelo Corinthians. Ele participou da vitória por 2-1 contra o Criciúma, na Neo Química Arena, pelo Campeonato Brasileiro 2024. Fagner foi reserva durante a maior parte da temporada 2024 do Corinthians. Ele perdeu a posição de titular para o jovem Matheuzinho. Em 2024, viveu altos e baixos. Foram 41 jogos com a camisa do Corinthians, sendo 36 como titular. Ele contribuiu com cinco assistências, mas levou 12 cartões amarelos - sendo dois no mesmo jogo, o que motivou uma expulsão.

### Cruzeiro
Em 3 de janeiro de 2025, foi anunciado pelo Cruzeiro, com contrato de empréstimo válido por uma temporada. No clube mineiro, Fagner tem adotado uma versão mais "paz e amor", sem expulsões ou jogadas mais ríspidas.

## Seleção Nacional

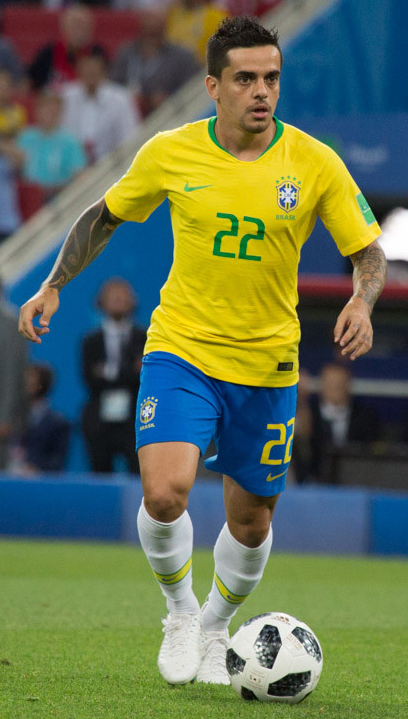
Fagner, atuando pelo Brasil, na Copa do Mundo de 2018

Em abril de 2016, Fagner foi pré-convocado, junto com outros 39 atletas, pelo técnico Dunga para a disputa da Copa América de 2016, nos Estados Unidos, onde acabou não sendo convocado. Sua primeira convocação aconteceu alguns meses depois, na 1° lista do técnico Tite, em 22 de agosto de 2016, para as partidas contra Equador e Colômbia pelas Eliminatórias da Copa do Mundo FIFA de 2018.
Fágner se manteve com Tite durante boa parte das Eliminatórias, e, após conquistar o Campeonato Brasileiro de 2017 pelo Corinthians, e atuando bem na lateral-direita, ganhou a confiança de Tite e foi convocado para a Copa do Mundo FIFA de 2018, no dia 14 de maio de 2018. Fagner foi titular em quatro das cinco partidas da Seleção Brasileira, onde acabara sendo o 2° que mais desarmou (14 desarmes) na Copa, atrás apenas do campeão N'Golo Kanté (16 desarmes), com média de 3,5 por partida – até maior do que a média de Kanté. O jogo que o lateral-direito mais fez desarmes foi contra o México – cinco, no total.
Em 17 de maio de 2019, foi convocado para a Copa América de 2019, onde, na reserva de Daniel Alves, sagrou-se campeão do torneio.

## Imagem
Fagner possui uma imagem de jogador violento, embora negue.
| “                                                                                   | ...Me incomoda me rotularem de violento e desleal. É contato físico. Tenho 1,68. Como vou marcar um cara de 1,90? Falando ‘dá licença, por favor?’ É meu prato de comida, não vou tirar o pé | ” |
| — Fagner, durante entrevista ao programa Bola da Vez, da ESPN, em fevereiro de 2023 | |   |

Diversos lances considerados violentos envolvendo Fagner e outros atletas foram criticados por clubes, comentaristas esportivos e viralizaram negativamente na internet.
Segundo pesquisas do portal UOL, feitas por meio de votação secreta com os atletas dos clubes da Série A do Campeonato Brasileiro de Futebol ao final da temporada, Fagner foi considerado um dos jogadores mais violentos do Brasil por quatro anos seguidos (2016-2019). Em três ocasiões ocupou o 2º lugar-atrás apenas de Felipe Melo.
Após um hiato da pesquisa provocado pela pandemia, Fagner obteve o segundo lugar em 2022 entre os atletas considerados mais violentos, sendo a quarta vez consecutiva. No ano seguinte foi eleito o jogador considerado mais violento pelos atletas dos clubes da Série A, após uma disputa acirrada com Felipe Melo.

### Lance com Ederson
Em 3 de julho de 2016, durante partida entre Flamengo e Corinthians válida pela 13ª rodada do Campeonato Brasileiro atingiu o meia Ederson com uma tesoura. O lance não foi avistado pelo árbitro da partida Héber Roberto Lopes e Fagner não foi advertido. Ederson, por sua vez, recebeu atendimento e continuou atuando na partida. Posteriormente Fagner foi suspenso por umas partida e o árbitro Lopes foi suspenso por vinte dias pelo Superior Tribunal de Justiça Desportiva.
O lance causou uma contusão óssea no joelho esquerdo de Ederson, que acabou afastado dos gramados por dez meses. Após mais de três anos tentando se recuperar, Ederson anunciou a aposentadoria do futebol devido à lesão.
Apesar de ter pedido desculpas posteriormente à Ederson, Fagner, em entrevista ao apresentador Bolívia do canal Desimpedidos, negou a fama de jogador violento e considerou a tesoura um mero "lance de jogo".

## Estatísticas
Atualizadas até 9 de novembro de 2024
Clubes
| Clube             | Temporada         | Campeonato nacional | Campeonato nacional | Campeonato nacional | Copa nacional[a] | Copa nacional[a] | Copa nacional[a] | Competições continentais[b] | Competições continentais[b] | Competições continentais[b] | Outros torneios[c] | Outros torneios[c] | Outros torneios[c] | Total | Total | Total   |
| Clube             | Temporada         | Jogos               | Gols                | Assist.             | Jogos            | Gols             | Assist.          | Jogos                       | Gols                        | Assist.                     | Jogos              | Gols               | Assist.            | Jogos | Gols  | Assist. |
| ----------------- | ----------------- | ------------------- | ------------------- | ------------------- | ---------------- | ---------------- | ---------------- | --------------------------- | --------------------------- | --------------------------- | ------------------ | ------------------ | ------------------ | ----- | ----- | ------- |
| Corinthians       | 2006              | 7                   | 0                   | 1                   | —                | —                | —                | —                           | —                           | —                           | —                  | —                  | —                  | 7     | 0     | 1       |
| Corinthians       | 2014              | 35                  | 2                   | 1                   | 7                | 0                | 1                | —                           | —                           | —                           | 12                 | 0                  | 2                  | 54    | 2     | 4       |
| Corinthians       | 2015              | 26                  | 0                   | 2                   | 1                | 0                | 0                | 10                          | 1                           | 1                           | 14                 | 1                  | 0                  | 51    | 2     | 3       |
| Corinthians       | 2016              | 33                  | 1                   | 4                   | 3                | 0                | 1                | 7                           | 0                           | 0                           | 13                 | 2                  | 5                  | 58    | 3     | 10      |
| Corinthians       | 2017              | 31                  | 0                   | 3                   | 6                | 0                | 1                | 1                           | 0                           | 1                           | 13                 | 0                  | 2                  | 56    | 0     | 7       |
| Corinthians       | 2018              | 20                  | 0                   | 4                   | 7                | 0                | 0                | 5                           | 0                           | 0                           | 17                 | 0                  | 1                  | 49    | 0     | 5       |
| Corinthians       | 2019              | 30                  | 1                   | 3                   | 6                | 0                | 1                | 10                          | 0                           | 2                           | 14                 | 0                  | 0                  | 60    | 1     | 6       |
| Corinthians       | 2020              | 32                  | 2                   | 3                   | 2                | 1                | 0                | 2                           | 0                           | 0                           | 16                 | 0                  | 6                  | 45    | 2     | 9       |
| Corinthians       | 2021              | 35                  | 0                   | 1                   | 3                | 0                | 0                | 5                           | 0                           | 0                           | 13                 | 1                  | 2                  | 56    | 2     | 3       |
| Corinthians       | 2022              | 17                  | 0                   | 1                   | 8                | 0                | 1                | 6                           | 0                           | 1                           | 12                 | 0                  | 3                  | 43    | 0     | 6       |
| Corinthians       | 2023              | 30                  | 0                   | 1                   | 8                | 0                | 2                | 8                           | 0                           | 2                           | 11                 | 0                  | 3                  | 57    | 0     | 8       |
| Corinthians       | 2024              | 14                  | 0                   | 1                   | 8                | 0                | 0                | 9                           | 0                           | 1                           | 10                 | 0                  | 3                  | 42    | 0     | 5       |
| Corinthians       | Total             | 310                 | 6                   | 25                  | 59               | 1                | 7                | 63                          | 1                           | 8                           | 145                | 4                  | 27                 | 578   | 12    | 67      |
| Vitória           | 2007              | 3                   | 0                   | 0                   | —                | —                | —                | —                           | —                           | —                           | —                  | —                  | —                  | 3     | 0     | 0       |
| Vitória           | Total             | 3                   | 0                   | 0                   | —                | —                | —                | —                           | —                           | —                           | —                  | —                  | —                  | 3     | 0     | 0       |
| PSV Eindhoven     | 2007–08           | 3                   | 1                   | 1                   | —                | —                | —                | —                           | —                           | —                           | —                  | —                  | —                  | 3     | 1     | 1       |
| PSV Eindhoven     | Total             | 3                   | 1                   | 1                   | —                | —                | —                | —                           | —                           | —                           | —                  | —                  | —                  | 3     | 1     | 1       |
| Vasco da Gama     | 2009              | 13                  | 2                   | 0                   | —                | —                | —                | —                           | —                           | —                           | 4                  | 0                  | 1                  | 17    | 2     | 1       |
| Vasco da Gama     | 2010              | 28                  | 2                   | 4                   | 3                | 0                | 0                | —                           | —                           | —                           | 12                 | 3                  | 6                  | 43    | 5     | 10      |
| Vasco da Gama     | 2011              | 35                  | 4                   | 4                   | 4                | 0                | 0                | 8                           | 0                           | 0                           | 10                 | 1                  | 3                  | 57    | 5     | 7       |
| Vasco da Gama     | 2012              | 7                   | 1                   | 0                   | —                | —                | —                | 9                           | 0                           | 0                           | 16                 | 1                  | 7                  | 32    | 2     | 7       |
| Vasco da Gama     | 2013              | 26                  | 0                   | 3                   | 3                | 0                | 0                | —                           | —                           | —                           | —                  | —                  | —                  | 29    | 0     | 3       |
| Vasco da Gama     | Total             | 109                 | 9                   | 11                  | 10               | 0                | 0                | 17                          | 0                           | 0                           | 42                 | 5                  | 17                 | 178   | 14    | 28      |
| Wolfsburg         | 2013              | 26                  | 0                   | 0                   | 4                | 0                | 0                |                             |                             |                             | —                  | —                  | —                  | 30    | 0     | 0       |
| Wolfsburg         | Total             | 26                  | 0                   | 0                   | 4                | 0                | 0                | —                           | —                           | —                           | —                  | —                  | —                  | 30    | 0     | 0       |
| Cruzeiro          | 2025              | 0                   | 0                   | 0                   | 0                | 0                | 0                | 0                           | 0                           | 0                           | 0                  | 0                  | 0                  | 0     | 0     | 0       |
| Cruzeiro          | Total             | 0                   | 0                   | 0                   | 0                | 0                | 0                | 0                           | 0                           | 0                           | 0                  | 0                  | 0                  | 0     | 0     | 0       |
| Total na carreira | Total na carreira | 451                 | 16                  | 37                  | 73               | 1                | 7                | 80                          | 1                           | 8                           | 187                | 9                  | 44                 | 792   | 27    | 96      |

- a. ^ Jogos da Copa do Brasil e Copa da Alemanha
- b. ^ Jogos da Copa Libertadores e Copa Sul-Americana
- c. ^ Jogos do Campeonato Paulista, Campeonato Carioca e Campeonato Mineiro

### Seleção Brasileira
Abaixo estão listados todos os jogos, gols e assistências do futebolista pela Seleção Brasileira, desde as categorias de base.
Seleção Principal
| Ano               | Copa do Mundo | Copa do Mundo | Copa do Mundo | Qualificação Mundial | Qualificação Mundial | Qualificação Mundial | Amistosos | Amistosos | Amistosos | Total | Total | Total   |
| Ano               | Jogos         | Gols          | Assist.       | Jogos                | Gols                 | Assist.              | Jogos     | Gols      | Assist.   | Jogos | Gols  | Assist. |
| ----------------- | ------------- | ------------- | ------------- | -------------------- | -------------------- | -------------------- | --------- | --------- | --------- | ----- | ----- | ------- |
| 2017              | —             | —             | —             | 1                    | 0                    | 0                    | 2         | 0         | 0         | 3     | 0     | 0       |
| 2018              | 4             | 0             | 0             | —                    | —                    | —                    | 1         | 0         | 0         | 5     | 0     | 0       |
| 2019              | —             | —             | —             | —                    | —                    | —                    | 2         | 0         | 0         | 2     | 0     | 0       |
| Total na carreira | 4             | 0             | 0             | 1                    | 0                    | 0                    | 5         | 0         | 0         | 10    | 0     | 0       |

Seleção Sub–20
| Ano               | Campeonato Sul–Americano | Campeonato Sul–Americano | Campeonato Sul–Americano |
| Ano               | Jogos                    | Gols                     | Assist.                  |
| ----------------- | ------------------------ | ------------------------ | ------------------------ |
| 2007              | 3                        | 0                        | 0                        |
| Total na carreira | 3                        | 0                        | 0                        |

## Títulos
Vitória
- Campeonato Baiano: 2007

PSV Eindhoven
- Eredivisie: 2007–08

Vasco da Gama
- Campeonato Brasileiro - Série B: 2009
- Copa da Hora: 2010
- Copa do Brasil: 2011

Corinthians
- Campeonato Brasileiro: 2015 e 2017
- Campeonato Paulista: 2017, 2018 e 2019

Seleção Brasileira
- Sul-Americano Sub-20: 2007
- Copa América: 2019

### Prêmios individuais
Vasco da Gama
- Prêmio Craque do Brasileirão (Melhor lateral-direito): 2011[12]
- Troféu Mesa Redonda (Melhor lateral-direito): 2011
- Melhores do Campeonato Carioca (Melhor lateral-direito): 2012

Corinthians
- Seleção do Campeonato Paulista (Melhor lateral-direito): 2015, 2016, 2017 e 2020
- Seleção da 1ª Fase do Campeonato Paulista (Melhor lateral-direito): 2017
- Bola de Prata (Melhor lateral-direito): 2017
- Prêmio Craque do Brasileirão (Melhor lateral-direito): 2017 e 2020
- Troféu Mesa Redonda (Melhor lateral-direito): 2017 e 2020